# Phagpa Lha
Chamdo Phagpa Lha (tib.: chab mdo 'phags pa lha)
ist der Titel einer bedeutenden Trülku-Linie der Gelug-Schule des tibetischen Buddhismus. Traditioneller Sitz der Chamdo Phagpa Lha-Trülkus ist das Kloster Chamdo Champa Ling (tib.: chab mdo byams pa gling) in Chengguan.

## Geschichte
Phagpa Lha, der erste dieser Reinkarnation, war ein Schüler von Sempa Chenpo Lodrö Gyeltshen (tib.: sems pa chen po blo gros rgyal mtshan), der wiederum ein Schüler Tsongkhapas war.
Nach tibetischen und chinesischen historischen Berichten verlieh Qing-Kaiser Kangxi 1719 (d. h. im 58. Jahr der Kangxi-Ära) dem 6. Phagpa Lha den Ehrentitel eines Nuomenhan mit Bronzesiegel. 1791 wurde das Bronzesiegel von Kaiser Qianlong durch das Silbersiegel ausgetauscht. 1866 wurde dem 9. Phagpa Lha, nachdem er Qing-Beamten geholfen hatte, lokale Aufstände zu unterdrücken, von Kaiser Tongzhi der Ehrentitel Khutukhtu verliehen, zusammen mit dem Silbersiegel. Die 8., 9. und 10. Lebenden Buddha Pagbalhas wurden alle durch die Losziehung aus der goldenen Urne bestimmt.
Die in Amdo gebürtige Phagpa Lha Lobsang Tendzin Geleg Namgyel  ist seit 1942 die 11. Phagpa Lha Reinkarnation des Klosters Champa Ling (tib.: chab mdo byams pa gling) in Chamdo.
Der 11. Phagpa Lha ist Vizevorsitzender der 11. Politischen Konsultativkonferenz des Chinesischen Volkes (CPPCC).

## Liste der Chamdo Phagpa Lha-Trülkus
|     | Name (Liste tibetischer Namen und Titel)      | Umschrift nach Wylie                                              | Geburtsort                                                                            | Lebensdaten | sonstiges                                             |
| --- | --------------------------------------------- | ----------------------------------------------------------------- | ------------------------------------------------------------------------------------- | ----------- | ----------------------------------------------------- |
| 1.  | Phagpa Lha                                    | 'phags pa lha                                                     | Nyangpo (tib.: nyang-po)                                                              | 1439–1487   | web                                                   |
| 2.  | Phagpa Sanggye                                | 'phags pa sangs rgyas                                             | Chökhang Tsa (tib.: chos khang rtsa)                                                  | 1507–1566   | web                                                   |
| 3.  | Phagpa Thongwa Dönden                         | 'phags pa mthong ba don ldan                                      | Longpo Töpa (tib.: long po stod pa)                                                   | 1567–1604   | web                                                   |
| 4.  | Phagpa Chökyi Gyelpo                          | 'phags pa chos kyi rgyal po                                       | Longpo Töpa (tib.: long po stod pa)                                                   | 1605–1643   | web                                                   |
| 5.  | Gyelwa Gyatsho                                | rgyal ba rgya mtsho                                               | Du (tib.: 'du)                                                                        | 1644–1713   | web                                                   |
| 6.  | Phagpa Jigme Tenpe Gyatsho                    | 'phags pa 'jigs med bstan pa'i rgya mtsho                         | Puthog (tib.: spu thog) in Chamdo                                                     | 1714–1754   | web                                                   |
| 7.  | Jigme Tenpe Gönpo                             | 'jigs med bstan pa'i mgon po                                      | Lithang Thubchen Champa Ling (tib.: li thang thub chen byams pa gling)                | 1755–1794   | web                                                   |
| 8.  | Lobsang Jigme Pelden Tenpe Nyima              | blo bzang 'jigs med dpal ldan bstan pa'i nyi ma                   | Lithang (tib.: li thang)                                                              | 1795–1847   | (durch Losziehung aus der goldenen Urne bestimmt)     |
| 9.  | Khedrub Ngawang Lobsang Jigme Tenpe Gyeltshen | mkhas grub ngag dbang blo bzang 'jigs med bstan pa'i rgyal mtshan | Lithang (tib.: li thang)                                                              | 1849–1900   | web (durch Losziehung aus der goldenen Urne bestimmt) |
| 10. | Lobsang Thubten Mipham Tshülthrim Gyeltshen   | blo bzang thub bstan mi pham tshul khrims rgyal mtshan            | Markham Dobum Gang (tib.: smar khams rdo 'bum sgang)                                  | 1901–1939   | web (durch Losziehung aus der goldenen Urne bestimmt) |
| 11. | Lobsang Tendzin Geleg Namgyel                 | blo bzang bstan 'dzin dge legs rnam rgyal                         | Nalu Tshang (tib.: sna lu tshang) bzw. Chukor Tshang (tib.: chu bskor tshang) in Amdo | * 1939      |                                                       |

### Chinesischsprachige Weblinks
- Changdu lishi jianshuo – Tusi he Da hutuketu (Kleine Geschichte Chamdos – Tusis und Große Hutugtus)
- Mai•Xinrao Sangbu yu Changdu Jiangbalin si
- Changdu lishi jusheng
- Chengdu ji xing zhi er: Pabala de zhusi
- Kangqu Gelupai di-yi si – Changdu Xiangbalin si